# Каждый (роман)
«Каждый» (англ. The Every, в русском переводе — «Вместе») — научно-фантастический роман с элементами антиутопии американского писателя Дэйва Эггерса, написанный в 2021 году. Продолжение романа 2013 года «Сфера» того же автора.
Сюжет разворачивается вокруг истории женщины по имени Дилейни Уэллс, которая поступает на работу в The Every — транснациональную компанию в сфере IT-технологий, возникшую в результате объединения компании The Circle (которой посвящён роман «Сфера») и монополиста электронной коммерции. Вместе со своим другом Уэсом Маказианом она намерена дискредитировать корпорацию, которую считает виновной в массовой слежке за пользователями, чтобы развалить её изнутри.
Как и его предшественник, произведение является сатирой на постиндустриальное общество, слишком зависимое от соцсетей, смирившееся с нарушениями своей свободы личности и пронизанное инфантилизмом. Роман связывают с работой американского философа-неомарксиста Шошаны Зубофф «Эпоха надзорного капитализма. Битва за человеческое будущее на новых рубежах власти» (в котором рассматривается концепция так называемого «надзорного капитализма» как формы бизнес-модели IT-корпораций «большой четвёрки», которая, в конечном итоге, приведёт к установлению тоталитарного общества). Сходной теме посвящена работа психолога Барри Шварца «Парадокс выбора» (в которой исследуется парадокс, что люди становятся счастливее при меньшей свободе выбора).
В апреле 2022 года стало известно, что HBO работает над адаптированием романа для телесериала, сценаристом и исполнительным продюсером которого будет Рэйчел Экслер, а Эггерс и Дэвид Майнер станут исполнительными продюсерами.

## Сюжет
Дилейни Уэллс, идейная противница информационных технологий, ранее работавшая лесничим из Айдахо, поступает на работу в транснациональную корпорацию The Every, которая расположена на Острове Сокровищ в заливе Сан-Франциско и занимается разработками самого передового программного обеспечения. Она намерена подорвать IT-гиганта изнутри, считая, что тот последовательно нарушает конфиденциальность персональных данных своих пользователей, однако чёткого плана действий у неё нет. На собеседовании она представляет высказанную её соседом и другом Уэсом Маказианом идею и рабочий прототип приложения, позволяющего определить при разговоре, правду ли говорит собеседник. Это находит отклик и Дилейни (а через некоторое время и Уэса) принимают на работу и поручают им приступить к разработке такого приложения.
В самой The Every тем временем произошли крупные изменения — Том Стентон покинул пост её генерального директора и внезапно переехал в КНР, где присоединился к корпорации Huawei (которая после этого начала нести крупные убытки), а Эймон Бейли утратил интерес ко всему кроме амбициозных проектов по освоению космического пространства и стал всё сильнее отходить от дел. В результате этого фактическое руководство корпорацией перешло к ставленнице последнего — Мэй Холланд (главной героине романа «Сфера») — которая по-прежнему является «прозрачной» и активно продвигает идеи тотального цифрового контроля. Спустя несколько недель после трудоустройства Дилейни, увлёкшийся космосом Бейли трагически погибает в Никарагуа во время сёрфинга, после чего Мэй закрывает все курируемые им программы. 
Дилейни ротируется между разными командами разработчиков и быстро поднимается по карьерной лестнице. Каждый раз она выдвигает обдуманные ими с Уэсом идеи по всё большему нарушению личного пространства, которые в случае реализации (по её мнению) должны нанести репутационные удары по корпорации. Однако, к её удивлению — общество не только не проявляет недовольства на всё более явное нарушение его прав, но и радуется этому. Маказиан, авторитет которого в The Every также растёт, разочаровывается в плане Дилейни и говорит ей, что больше не заинтересован в работе против корпорации. Девушке всё чаще пишет её преподаватель Мина Агарвал, которая является ярой антиглобалисткой, решительно выступает против The Every и не понимает, почему Дилейни продолжает там работать.
Габриэль Чу, один из коллег Дилейни, начинает проявлять подозрения в отношении неё, пытается выяснить, с какой целью та пришла на работу в The Every и перед очередной ротацией подвергает её допросу посредством приложения «Дружок» — устройства, ставшего результатом работы над первой идеей Уэса. Дилейни осознаёт, что ей не удалось скрыть от Чу свои истинные намерения. Ротация срывается, однако Габриэль говорит, что является членом конспиративной организации под названием «Вместо» и преследует примерно схожие цели. Несмотря на попытки втянуть Дилейни в деятельность этой организации, та сильно нервничает и больше не идёт на контакт с ним.
Вскоре кампус The Every подвергается двум атакам террористов, в ходе последней корпус, в котором жила Дилейни, был разрушен взрывом начинённого взрывчаткой БПЛА. Получившая тяжёлые ранения девушка проходит долгое лечение, во время которого её навещает сама Мэй Холланд и предлагает после выздоровления отправиться вдвоём в Айдахо на пикник. Та соглашается, договорившись встретиться с Мэй на месте и обсудить новые идеи. По пути она заезжает в Орегон и навещает Мину Агарвал, которая устроилась преподавать в университет и, к ужасу Дилейни, начала сотрудничать с The Every. Разговор с профессором шокирует Дилейни, но она решает не отменять встречу с Мэй.
Мэй и Дилейни поднимаются на утёс с видом на водопад. Дилейни высказывает директору свою самую амбициозную идею: объединить все показатели, которые приложения The Every открыто и тайно собирают у своих пользователей, в единую публичную сеть, оценивающую ценность каждого человека. Когда они добираются до места, Мэй (загодя отключившая все датчики слежения и надевшая утяжелённые мужские ботинки, чтобы сбить возможное следствие со следа) обдумывает слова Дилейни и про себя отмечает, что та с самого начала была обречена — никакого сопротивления в The Every на самом деле нет, а Габриэль Чу провокатор — после чего сталкивает её с утёса.
Роман заканчивается тем, что Мэй готовится выступить перед собранием The Every. Она видит среди сидящих в первых рядах Уэса и с удовлетворением замечает, что больше никакой угрозы корпорации не существует. Директор намерена предложить реализовать финальную идею Дилейни.

## Издание
Эггерс является противником компании Amazon (отчасти послужившей прототипом The Every) и запретил продажу тиража в твёрдом переплёте через неё — он поступил в независимую книготорговую сеть за 6 недель до выхода на Amazon электронной книги и аудиоверсии. Печатная версия романа имеет 32 варианта дизайна обложки, выполненного в едином стиле, но в разных цветовых исполнениях. В интервью Vanity Fair писатель обосновал свои мотивы так: «Если вы убираете большую часть того, как многие люди покупают книги, вы говорите, что для получения этой книги вам, возможно, придётся приложить немного больше усилий за пределами кнопки „Купить сейчас“ онлайн. И я знаю, что мы истощены как вид; просто слишком много всего происходит, и мы не всегда можем избежать их помощи и подстрекательства к этим монополиям — особенно во время пандемии. Но, может быть, это побудит несколько человек заглянуть за угол и увидеть, что там есть маленький магазинчик, который мог бы извлечь выгоду из одной-двух покупок».

## Критика
Ирландский писатель Роб Дойл в рецензии для The Guardian назвал Эггерса «замечательным рассказчиком с бдительным и дерзким видением» и описал роман как «более длинный и мешковатый [чем „Сфера“], но всё ещё подпитываемый яростью против власти Силиконовой долины и её ошеломляющего воздействия на человеческую расу».
Челси Лю из The New York Times оценила роман как «[неуклонно переходящий] от одного насмешливого представления о технической культуре к следующему», но отметила «поразительное отсутствие нюансов и непредсказуемости» и «статичность истории». Она заметила, что «очень мало остаётся для интерпретации… Мне часто хотелось, чтобы мне позволили прийти к собственным выводам, проявить свою собственную субъективность — ту самую исчезающую способность, которую оплакивает роман…».

## Издания
- Д. Эггерс. Вместе. — М.: Фантом Пресс, 2024. — 640 с. — 4000 экз. — ISBN 978-5-86471-966-4.